# Jacques-Marie Fourcade
Pour les articles homonymes, voir Fourcade.
Jacques-Marie Fourcade, né le 4 juin 1779 à Vic-en-Bigorre et décédé le 23 juin 1862 à Pau, est un magistrat et homme politique français.

## Biographie
Jacques-Marie Fourcade entre dans la magistrature et était conseiller à la Cour royale de Pau, lorsqu'il est élu député des Hautes-Pyrénées au collège de département le 23 juin 1830. 
Il adhéra à la révolution de juillet, est réélu, le 10 avril 1831, fait partie de la majorité ministérielle, et échoue dans le 1er collège électoral des Hautes-Pyrénées le 5 juillet 1834. 
Promu président de chambre à la cour d'appel de Pau par le gouvernement de Louis-Philippe, il termine sa carrière dans cette ville avec le titre de président honoraire.
Il est le grand-père de Manuel Fourcade.

## Sources
- « Jacques-Marie Fourcade », dans Adolphe Robert et Gaston Cougny, Dictionnaire des parlementaires français, Edgar Bourloton, 1889-1891 [détail de l’édition]